# Euphorbia euonymoclada
Euphorbia euonymoclada är en törelväxtart som beskrevs av Léon Camille Marius Croizat. Euphorbia euonymoclada ingår i släktet törlar, och familjen törelväxter. Inga underarter finns listade i Catalogue of Life.